# Jens Arne Svartedal
Jens Arne Svartedal, född 14 februari 1976, norsk längdåkare som tillsammans med Tor Arne Hetland tog silver i herrarnas sprintstafett i OS 2006 i Turin. Jens Arne vann också VM 2007 i sprint. 

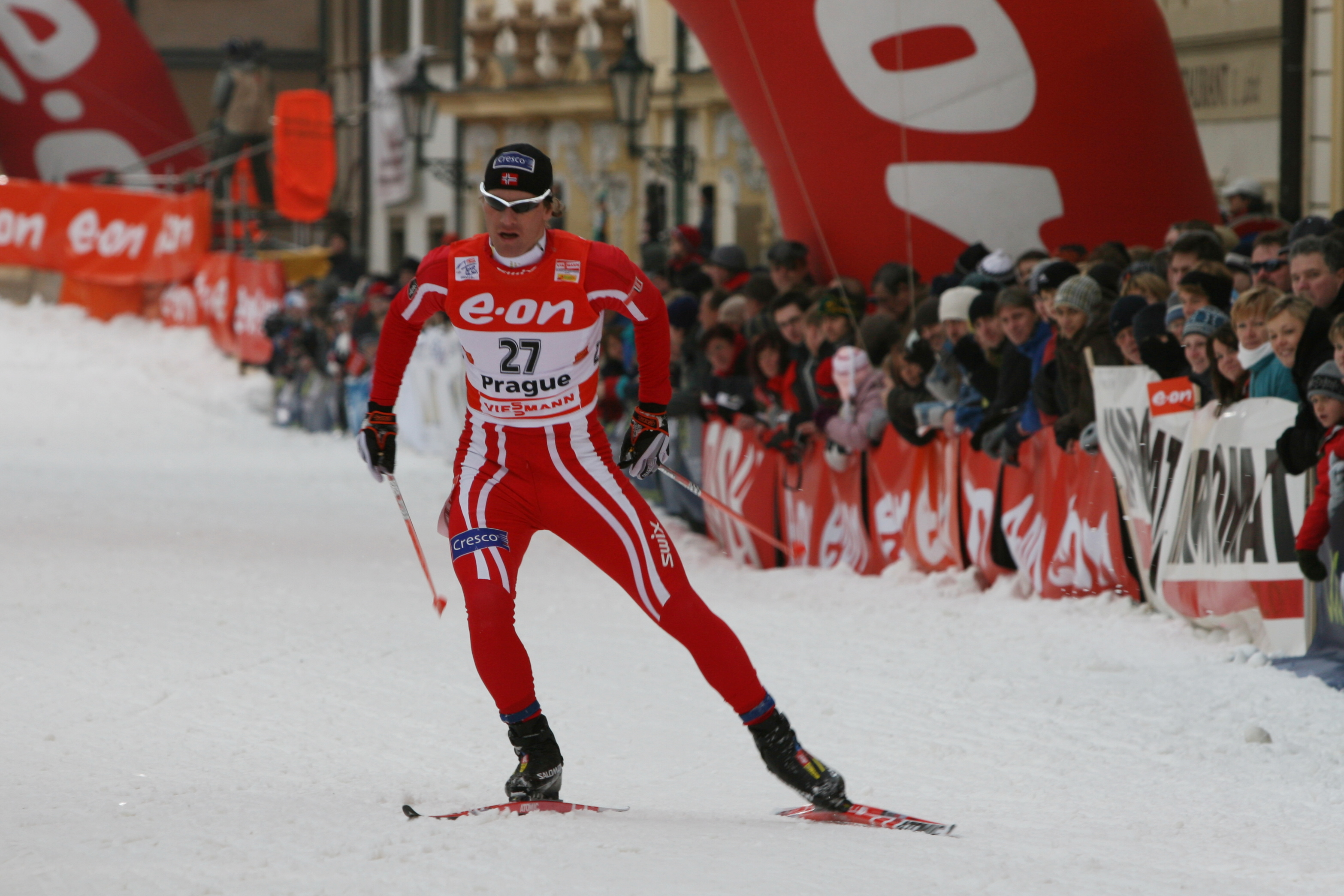
Jens Arne Svartedal, Tour de Ski, Prag 2007